# Habenaria dentata
Habenaria dentata là một loài phong lan bản địa của Himalaya, Trung Quốc, Ấn Độ, bán đảo Đông Dương, Thailand và Myanma.

## Tên đồng nghĩa
Orchis dentata Sw. is the basionym. Other synonyms include:
- Habenaria dentata f. ecalcarata (King & Pantl.) Tuyama
- Habenaria dentata ssp. ecalcarata (King & Pantl.) Panigrahi & Murti
- Habenaria dentata var. ecalcarata (King & Pantl.) Hand.-Mazz.
- Habenaria dentata var. parageniculata (Tang & F.T. Wang) Aver.
- Habenaria dentata var. tohoensis (Hayata) S.S. Ying
- Habenaria finetiana Schltr.
- Habenaria geniculata D.Don
- Habenaria geniculata var. ecalcarata King & Pantl.
- Habenaria miersiana Champ. ex Benth.
- Habenaria miersiana var. yunnanensis Finet
- Habenaria parageniculata Tang & F.T. Wang
- Habenaria sieboldiana Miq.
- Habenaria tienensis Tang & F.T. Wang
- Habenaria tohoensis Hayata
- Orchis geniculata Buch.-Ham. ex D. Don
- Plantaginorchis dentata (Sw.) Szlach.
- Plantaginorchis finetiana (Schltr.) Szlach.
- Platanthera dentata (Sw.) Lindl.
- Platanthera geniculata (D. Don) Lindl. ex Wall.